# 隆德
隆德（瑞典語：Lund）是瑞典南部斯科讷省隆德市镇的城区。城市大约建立于990年左右，当时斯科讷地区归丹麦管辖。1103年隆德大教堂矗立起来，并成为大主教驻地，隆德也因此很快成为北欧基督教中心。
隆德也是隆德大学的总部，该校为斯堪的纳维亚最大的教育和研究的机构。 城市目前一共大约有74,000居民，其中不包括所有临时的学生。隆德市镇有102 257居民，其中包括了一些周边的小镇和村庄，尤其是东面。市镇包括了达尔比和邻近的达尔比南森林国家公园。

## 历史
城市的奠基人至今不是很清楚。直到最近，一直认为隆德城可能是克努特大帝在1020年左右建立的。然而，近期考古学的发现认为最早的定居点可能建于990年，弗克比爾德国王将Uppåkra村迁往隆德的位置。这个距离只有5公里之遥，但是隆德位于小山之上，另一边是水，在一块相当大的平地上的一个最高点，使这个位置比Uppåkra更有防御方面的优势。除了新的战争技术，迁移被认为是丹麦统一的过程的象征。
1060年，城市被建成主教的辖区。1103年成为斯堪的纳维亚的大主教区。隆德大教堂也在相同时期或稍后建立起来。1152年，挪威的大主教被任命，成立了独立于隆德的主教区。1164年，瑞典也有了自己的大主教， 不过还是要附属于隆德大主教。
1085年，丹麦的克努特大帝成立隆德大教堂学院。这是斯堪的纳维亚地区最古老的学校，也是北欧地区最古老的学校之一。很多名人从这个学校毕业，包括演员馬克斯·馮·賽多和一些很高职位的政治家。
1658年，根据罗斯基勒条约，所有的斯科讷的城市除了安霍尔特岛以外都从丹麦割让给瑞典。1676年12月4日的隆德战役是斯堪的纳维亚地区最血腥的战役之一。
隆德大学，成立于1666年，是瑞典最大的学校，有41,000名全职或兼职学生，不过其中不是所有的学生都居住在隆德（数字包括了以前独立于旧隆德大学的隆德工学院）。 
直到1940年代后期，隆德是一个相对小的城市，有很少的大型工业，只有目前城区的四分之一大小，被大教堂和大学管辖。从那以后，学生的人数增长了12倍，很多化学，制药，电子类，更近期，包括信息管理类的公司建立在这个城市建立起来。同时，城市的人口，建筑，活力发生了突变。

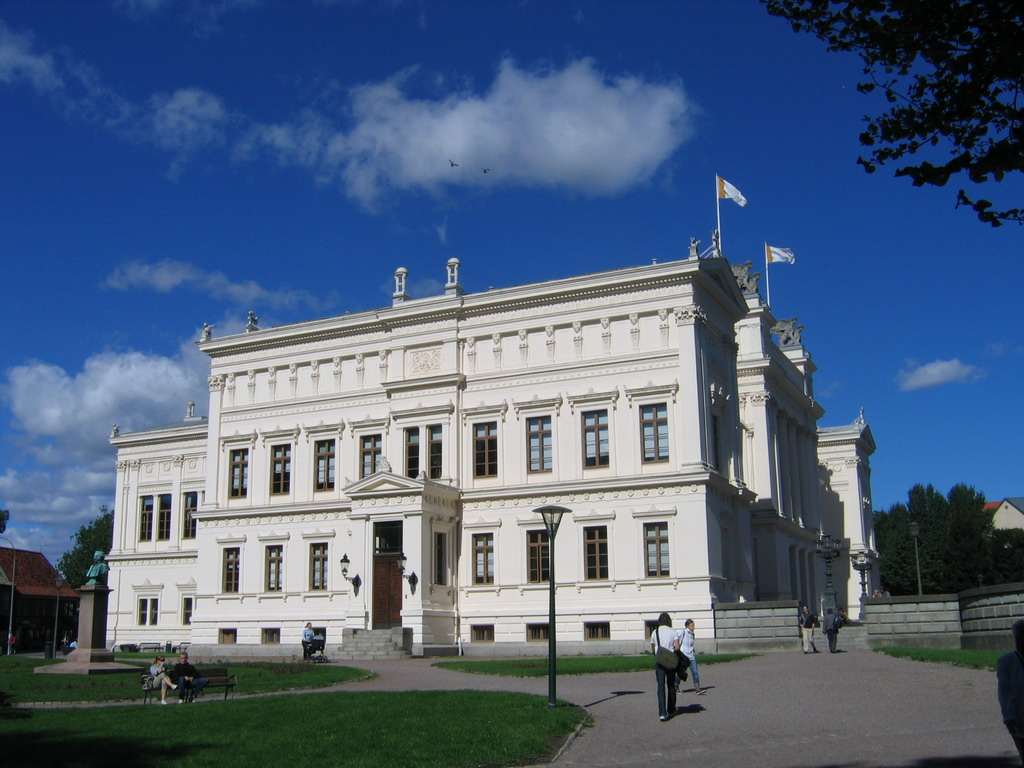
隆德大学主楼,1882年由Helgo Zettervall设计。

相比瑞典的其他城市，隆德城区中心保存得非常完好，甚至颁布了一个本地的法律来限制考古研究。如果以前不这么执行的话，很多商业区的建筑就要被拆除和重建。而从积极的角度看，这使市中心的某些地方很难开始大规模的重新发展。

## 地理
隆德位于一座地壘上，城市里各处高低不齐，给学生和其它使用自行车作为主要交通工具的人带来了很大的不方便。北面最高的地方和南面最低的地方落差約80米。
隆德位于瑞典最大的农业区，到厄勒海峡沙滩的距离少于10公里。离马尔默大约为16公里。在圣汉斯贝克山上可以远眺丹麦的首都哥本哈根。隆德市镇的最东面是一片广阔的森林，主要是落叶树木。

## 建筑
隆德有很多著名的建筑，在12世纪和13世纪之间，当城市成为大教主辖区的时候，很多教堂和修道院建立起来。最多的时候，隆德有27个教堂，其中大部分在1536年城市重新规划的时候毁灭了。

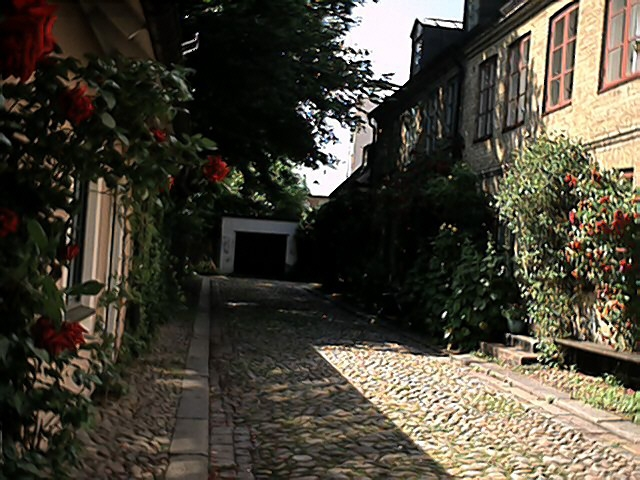
旧城的街道

部分道路系统已经保留了几个世纪，这是隆德作为典型的中世纪城市象征。市中心是心形的，是中世纪城市规划的明显例子。还有不少中世纪的建筑遗留下来，包括隆德大教堂，
Liberiet，Krognoshuset，Stäket和部分教会学校。
Timber framing是典型19世纪末的建筑。大部分隆德城市中心的建筑是19世纪后期建造的。著名的隆德大学图书馆（1902），Grand Hotel（1899）和隆德大学主楼（1882）就是在那个时候建造起来的。

## 工业
隆德是利乐包装公司的总部，是生产和销售牛奶，橙汁等包装盒和设备，产品销往全球。意法爱立信在隆德有一个研发中心。索尼在隆德研发和生产移动电话。其它重要的工业包括医疗仪器(金寶公司)，医药品(阿斯利康公司)，生物工艺(Active Biotech)，工業機械阿法拉伐公司和其他出版與图书馆服務。

## 友好城市
隆德与其它所有北欧国家和全球其它一些国家建立了友好城市。 
- 丹麦维堡
- 挪威哈默
- 芬兰波爾沃
- 冰岛达尔维克
- 法国讷韦尔
- 尼加拉瓜莱昂
- 德国格赖夫斯瓦尔德
- 波兰扎布热

## 教育
- 隆德大学
- 隆德工学院
- 隆德经济管理学院
- 瑞典皇家地理社会学院

## 交通

### 公路
隆德自1953年欧洲E22公路马尔默-隆德段开通之日起接入瑞典公路网，彼时的E22公路隆德段沿线多为郊区，但在20世纪末已城市化。

### 铁路
隆德的主要客运铁路车站隆德中央车站是瑞典客流量第三大的铁路车站，截至2013年日均发送旅客37000人次。

## 名人
- 馬格努斯·古斯塔弗松
- 卡尔·弗雷德里克·希尔
- 凱·西格班
- 亨里克·森德斯特龙
- 馬克斯·馮·賽多
- 約阿希姆·約翰森
- 芒斯·塞默洛